# حديقة أثينا الأولمبية
حديقة أثينا الأولمبية (باليونانية: Ολυμπιακό Αθλητικό Κέντρο Αθηνών "Σπύρος Λούης")‏ أو Olympiakó Athlitikó Kéntro Athinón "Spýros Loúis" ) أو OACA ( OAKA ))، هو مجمع منشآت رياضية يقع في ماروسي، شمال شرق أثينا، اليونان. يتكون المجمع من خمسة أماكن رئيسية بالإضافة إلى مرافق رياضية أخرى.

## الملاعب

### استاد سبايروس لويس أثينا الأولمبي
الملعب تم بناؤه عام 1982 وتم تجديده على نطاق واسع للألعاب في عام 2004 وإستضاف أحداث ألعاب القوى ونهائي كرة القدم في الألعاب الأوليمبية الصيفية 2004، وكذلك حفل الافتتاح في 13 أغسطس 2004 وحفل الاختتام في 29 أغسطس، 2004.

### قاعة نيكوس جاليس الأولمبية الداخلية
تم الانتهاء من قاعة نيكوس جاليس الأولمبية الداخلية (المعروفة أيضًا باسم الصالة المغلقة ) في عام 1995، وكانت أكبر صالة داخلية يتم استخدامها للأحداث الرياضية في دورة الألعاب الأولمبية الصيفية لعام 2004 في أثينا، اليونان. تم استخدام الساحة للجمباز الفني والترامبولين واستضافت أيضًا نهائيات مباريات كرة السلة في الألعاب الأوليمبية الصيفية 2004. في 18 و 20 مايو 2006.